# Васильєв Андрій
Андрій Васильєв (1 січня 1961, Глазов, Удмуртська АРСР, СРСР) — радянський хокеїст, нападник.

## Біографічні відомості
Виступав за клуби «Динамо» (Мінськ), «Днамо» (Харків), «Бінокор» (Ташкент) і «Корд» (Щокіно, Тульська область). Провів у вищій лізі 27 матч (2+1), У першій - 33 (6 голів).

## Статистика
| Сезон               | Клуб                | Ліга                | І  | Г  | П  | О  | ШХ |
| ------------------- | ------------------- | ------------------- | -- | -- | -- | -- | -- |
| 1979-80             | «Динамо» (Мінськ)   | СРСР-2              | 11 | 2  | 1  | 3  | 4  |
| 1980-81             | «Динамо» (Мінськ)   | СРСР                | 27 | 2  | 1  | 3  | 14 |
| 1981-82             | «Динамо» (Харків)   | СРСР-3              | 34 | 3  | 10 | 13 | 8  |
|                     | «Динамо» (Харків)   | СРСР-3              |    | 1  |    |    |    |
| 1982-83             | «Бінокор» (Ташкент) | СРСР-2              | 22 | 4  |    |    |    |
| 1991-92             | «Корд» (Щокіно)     | СРСР-2              | 68 | 20 | 17 | 37 | 18 |
| Всього у вищій лізі | Всього у вищій лізі | Всього у вищій лізі | 27 | 2  | 1  | 3  | 14 |